# XSL Formatting Objects
Un documento XSL-FO es un documento XML en el que se especifica cómo se van a formatear unos datos para presentarlos en pantalla, papel u otros medios. El significado de las siglas XSL-FO es eXtensible Stylesheet Language Formatting Objects.
Hay que destacar que en el documento XSL-FO figuran tanto los datos como el formato que se les va a aplicar.
La unidad básica de trabajo en un documento XSL-FO es el "Formating Object", unidad básica para presentar (formatear) la información. Estos objetos de formato se refieren a páginas, párrafos, tablas, etc.
Este es un breve ejemplo de documento XSL-FO:
```
<?xml version="1.0" encoding="utf-8"?>

<fo:root
 
xmlns:fo=
"http://www.w3.org/1999/XSL/Format"
>

    
<fo:layout-master-set>

        
<fo:simple-page-master
 
master-name=
"hola"

                           
page-height=
"29.7cm"

                           
page-width=
"21cm"

                           
margin-top=
"5mm"

                           
margin-bottom=
"10mm"

                           
margin-left=
"20mm"

                           
margin-right=
"20mm"
>

            
<fo:region-body
 
margin-top=
"10mm"
 
margin-bottom=
"10mm"
 
/>

        
</fo:simple-page-master>

    
</fo:layout-master-set>

    

    
<fo:page-sequence
 
master-reference=
"hola"
>

        
<fo:flow>

            
<fo:block>
Hola,
 
mundo
</fo:block>

        
</fo:flow>

    
</fo:page-sequence>

</fo:root>

```

Para obtener el documento XSL-FO pueden seguirse dos vías: 
- Generarlo directamente a partir de los datos. El documento XSL-FO contiene las especificaciones de formato y los propios datos.
- Transformar un documento XML que contenga los datos a presentar con una hoja de estilos XSLT. De esta forma los datos (XML) se independizan del formato que proporcionará la hoja de transformación XSLT.

Cuando se tiene el documento XSL-FO, puede ser procesado por un programa llamado "procesador de XSL-FO" para obtener el documento final en distintos formatos. El formato final más utilizado es el PDF.
Los procesadores XSL-FO libres más conocidos son FOP y PassiveTeX.
XSL-FO es una recomendación del World Wide Web Consortium. El nombre oficial de la recomendación es Extensible Stylesheet Language (XSL) y no XSL-FO.